# Skaterhockey-Oberliga 1994
Die Saison 1994 ist die 9. Spielzeit der Skaterhockey-Oberliga (auch Westdeutsche Oberliga, WOL), in der ein Deutscher Meister ermittelt wird. Ausrichter ist die Fachsparte Skaterhockey (FSH) im Deutschen Rollsport-Bund. Deutscher Meister wurden zum sechsten Mal die Düsseldorf Rams vor dem Stadtrivalen und Titelverteidiger Bullskater Düsseldorf.

## Teilnehmer
| Klub                   | Standort   | Vorjahr             |
| ---------------------- | ---------- | ------------------- |
| HC Köln-West           | Köln       | 5.                  |
| Kölner SC Hawks        | Köln       | 4.                  |
| Bullskater Düsseldorf  | Düsseldorf | Deutscher Meister   |
| Düsseldorf Rams        | Düsseldorf | 2.                  |
| Crash Eagles Kaarst    | Kaarst     | 3.                  |
| SHC Koblenz-Metternich | Koblenz    | 7.                  |
| RSC Aachen             | Aachen     | 6.                  |
| Crefelder SC           | Krefeld    | 1. der Regionalliga |
| 1. SHC Essen           | Essen      | 3. der Regionalliga |

## Modus
Die Oberliga geht mit neun Mannschaften an den Start. Jede Mannschaft trifft in Hin- und Rückspiel auf jede andere Mannschaft. Für einen Sieg gibt es zwei Punkte, für ein Unentschieden einen Punkt. Bei Punktgleichheit zum Ende der Hauptrunde entscheidet der direkte Vergleich über die Rangfolge. Die Mannschaft, die die Saison auf dem ersten Platz beendet, ist Deutscher Meister. Die Mannschaften auf den Rängen acht und neun steigen ab.

## Tabelle
|    | Mannschaft             | Sp | Tore    | +/-  | P     |
| -- | ---------------------- | -- | ------- | ---- | ----- |
| 1. | Düsseldorf Rams        | 16 | 210:054 | +156 | 30:02 |
| 2. | Bullskater Düsseldorf  | 16 | 188:054 | +134 | 29:03 |
| 3. | Crash Eagles Kaarst    | 16 | 153:082 | +071 | 25:07 |
| 4. | Kölner SC Hawks        | 16 | 132:103 | +029 | 18:14 |
| 5. | HC Köln-West           | 16 | 138:131 | +07  | 15:17 |
| 6. | Crefelder SC           | 16 | 096:166 | −070 | 12:20 |
| 7. | RSC Aachen             | 16 | 076:159 | −083 | 10:22 |
| 8. | 1. SHC Essen           | 16 | 095:167 | −072 | 05:27 |
| 9. | SHC Koblenz-Metternich | 16 | 061:233 | −172 | 00:32 |

## Aufsteiger
Aus der Regionalliga steigen die SU Augsburg als Erster und die SU Coeln als Zweiter auf. Mit den Augsburgern spielt erstmals eine Mannschaft aus Bayern in der höchsten Liga.

## Umbenennung der Liga
Die Skaterhockey-Oberliga wird zur Saison 1995 in 1. Skaterhockey-Liga (1. SHL) umbenannt. Zudem werden die Play-offs zur Ermittlung des Deutschen Meisters eingeführt.

## Pokalsieger
Im Endspiel um den Deutschen Inline-Skaterhockey-Pokal 1994 gewannen die Düsseldorf Rams am 11. Dezember 1994 gegen die Crash Eagles Kaarst in Kaarst mit 8:5.